# Peter Heller (Germanist)
Peter Heller (* 11. Januar 1920 in Wien; † 7. November 1998 in Williamsville) war ein US-amerikanischer Germanist österreichischer Herkunft.

## Leben
1951 promovierte er mit der Dissertation Ideology of Six German Authors 1918–1933. Von 1951 bis 1954 war er Lehrer an der Harvard University. 1956 wurde er Associate (full ab 1959) Professor an der University of Massachusetts Amherst. Von 1968 bis 1991 lehrte er als Professor für Deutsche und Vergleichende Literaturwissenschaft an der State University of New York at Buffalo.

## Schriften (Auswahl)
- Studies on Nietzsche. Bonn 1980, ISBN 3-416-01602-5.
- Eine Kinderanalyse bei Anna Freud (1929–1932). Würzburg 1983, ISBN 3-88479-074-9.
- In transit. Prose and verse in German and English. Berlin 1996, ISBN 0-8204-2841-8.
- Der junge Kanitz und andere Geschichten. Wien 1998, ISBN 3-901602-05-4.